# Mees Rijks
Mees Rijks (Amstelveen, 8 maart 2003) is een Nederlands voetballer die doorgaans als aanvaller (centrumspits) of aanvallende middenvelder speelt en bij het Noorse Vålerenga IF onder contract staat.

## Clubcarrière

### FC Utrecht
Rijks werd geboren in Amstelveen en speelde in de jeugd van FC Abcoude en AFC, waarna hij in 2015 naar de jeugdopleiding van FC Utrecht vertrok. Daar speelde hij naast zijn uiteindelijke posities als centrumspits en aanvallende middenvelder ook enige tijd als rechtsbuiten. In het eerste jaar in de Utrechtse jeugdopleiding speelde hij ook als vleugelverdediger en centrale verdediger. In 2019 tekende Rijks op zestienjarige leeftijd zijn eerste profcontract bij FC Utrecht.
Rijks debuteerde op 5 maart 2021 in het betaald voetbal via Jong FC Utrecht. In de met 0–1 verloren thuiswedstrijd tegen MVV Maastricht verving hij na rust Jeredy Hilterman. Op 13 maart 2022 zat Rijks voor het eerst bij de wedstrijdselectie van het eerste elftal. In de met 0–1 verloren thuiswedstrijd tegen PSV verving hij na 82 minuten Joris van Overeem. Dat zou zijn eerste en enige moment bij de wedstrijdselectie van het eerste elftal zijn en blijven. Tijdens gesprekken tussen FC Utrecht en Rijks werd duidelijk dat hij tekort zou komen voor een permanente plek bij het eerste elftal, waarna Rijks zou hebben aangegeven graag ergens anders voor zijn kansen te willen gaan.

### Vålerenga IF
In februari 2024 maakte Rijks de overstap naar het Noorse Vålerenga IF. Bij FC Utrecht was hij in het bezit van een in de zomer van 2024 aflopend contract. Mede door de eerder gevoerde gesprekken werkte de club mee aan een passende oplossing. Bij de club uit Oslo zou Rijks de vervanger worden van Torgeir Børven (voormalig speler van FC Twente) en was promoveren naar het hoogste niveau de doelstelling. Enkele dagen na zijn komst startte Rijks op 16 februari direct in de basis in een oefenwedstrijd tegen Fredrikstad FK (1–3 verlies).

## Clubstatistieken

### Beloften
| Seizoen                     | Club            | Competitie      | Competitie | Competitie | Competitie | Overig | Overig | Overig | Totaal | Totaal | Totaal |
| Seizoen                     | Club            | Competitie      | Wed.       | Dlp.       | Ass.       | Wed.   | Dlp.   | Ass.   | Wed.   | Dlp.   | Ass.   |
| --------------------------- | --------------- | --------------- | ---------- | ---------- | ---------- | ------ | ------ | ------ | ------ | ------ | ------ |
| 2020/21                     | Jong FC Utrecht | Eerste divisie  | 5          | 1          | 1          | 0      | 0      | 0      | 5      | 1      | 1      |
| 2021/22                     | Jong FC Utrecht | Eerste divisie  | 33         | 6          | 3          | 0      | 0      | 0      | 33     | 6      | 3      |
| 2022/23                     | Jong FC Utrecht | Eerste divisie  | 34         | 8          | 3          | 0      | 0      | 0      | 34     | 8      | 3      |
| 2023/24                     | Jong FC Utrecht | Eerste divisie  | 20         | 5          | 2          | 0      | 0      | 0      | 20     | 5      | 2      |
| 2024                        | Vålerenga IF II | 2. divisjon     | 5          | 5          | 0          | 0      | 0      | 0      | 5      | 5      | 0      |
| Carrière totaal             | Carrière totaal | Carrière totaal | 97         | 25         | 9          | 0      | 0      | 0      | 97     | 25     | 9      |
| Bijgewerkt op 20 april 2025 |                 |                 |            |            |            |        |        |        |        |        |        |

### Senioren
| Seizoen                     | Club            | Competitie      | Competitie | Competitie | Competitie | Beker | Beker | Beker | Internationaal | Internationaal | Internationaal | Overig | Overig | Overig | Totaal | Totaal | Totaal |
| Seizoen                     | Club            | Competitie      | Wed.       | Dlp.       | Ass.       | Wed.  | Dlp.  | Ass.  | Wed.           | Dlp.           | Ass.           | Wed.   | Dlp.   | Ass.   | Wed.   | Dlp.   | Ass.   |
| --------------------------- | --------------- | --------------- | ---------- | ---------- | ---------- | ----- | ----- | ----- | -------------- | -------------- | -------------- | ------ | ------ | ------ | ------ | ------ | ------ |
| 2021/22                     | FC Utrecht      | Eredivisie      | 1          | 0          | 0          | 0     | 0     | 0     | –              | –              | –              | 0      | 0      | 0      | 1      | 0      | 0      |
| 2024                        | Vålerenga IF    | 1. divisjon     | 27         | 13         | 1          | 5     | 2     | 1     | –              | –              | –              | 0      | 0      | 0      | 32     | 15     | 2      |
| 2025                        | Vålerenga IF    | Eliteserien     | 3          | 0          | 0          | 1     | 0     | 0     | –              | –              | –              | 0      | 0      | 0      | 4      | 0      | 0      |
| Carrière totaal             | Carrière totaal | Carrière totaal | 31         | 13         | 1          | 6     | 2     | 1     | –              | –              | –              | 0      | 0      | 0      | 37     | 15     | 2      |
| Bijgewerkt op 20 april 2025 |                 |                 |            |            |            |       |       |       |                |                |                |        |        |        |        |        |        |

## Interlandcarrière
Rijks werd in 2019 geselecteerd voor Nederland onder 17 en speelde daarbij twee keer tegen Frankrijk onder 17. In 2021 en 2022 speelde Rijks verschillende wedstrijden voor Nederland onder 19, waar hij in de met 2–1 verloren uitwedstrijd tegen Slowakije onder 19 zijn enige treffer maakte.